# Zlatna harfa
Zlatna harfa Subotičke biskupije je tradicionalna glazbena manifestacija.  To je godišnji susret malih župnih zborova. Održava se od 1987. godine. Od 1984. kada je pokrenuta u Hrvatskoj i Bosni i Hercegovini, od 1987. se počela održavati i Subotičkoj biskupiji.
Koordinatorica ove smotre od 1987. do 2008. bila je s. Mirjam Pandžić. Od 2009. do danas koordinator ove manifestacije je Miroslav Stantić.
Smotra se sastoji iz dva dijela, koji se sastoji iz svete mise i nastupa zborova.
U Subotičkoj biskupiji Zlatna harfa je održana u sljedećim mjestima: Subotici (katedrala i franjevačka crkva), Somboru (karmelićanska crkva), Tavankutu, Lemešu, Vajskoj, te marijanskom svetištu Bunariću kraj Subotice.
Ova smotra je jedna od bitnih događaja u pastoralu djece u Subotičkoj biskupiji, jer na njoj redovito sudjeluje više od 500 djece.
Na redovitoj sjednici u Zagrebu, 30. siječnja 2015. Vijeće franjevačkih zajednica u Hrvatskoj i Bosni i Hercegovini pod predsjedavanjem fra Miljenka Šteke imenovalo je fra Stipicu Grgata pročelnikom Povjerenstva za Zlatnu harfu, a ostatak povjerenstva su članice: s. Slavica Kožul, s. Nedjeljka Milanović Litre, s. Lucijana Bobaš, s. Branka Čutura i s. Meri Bliznac.